# Амгунское сельское поселение
Амгунское сельское поселение — сельское поселение в Тернейском районе Приморского края.
Административный центр — село Амгу.

## История
Статус и границы сельского поселения установлены Законом Приморского края от 6 августа 2004 года № 133-КЗ «О Тернейском муниципальном районе»

## Население
| 2010 | 2011 | 2012 | 2013 | 2014 | 2015 | 2016 |
| ---- | ---- | ---- | ---- | ---- | ---- | ---- |
| 842  | ↘837 | ↘802 | ↘788 | ↘772 | ↘760 | ↗761 |
| 2017 | 2018 | 2019 | 2020 |      |      |      |
| ↘744 | ↘713 | →713 | ↘695 |      |      |      |

## Состав сельского поселения
В состав сельского поселения входит один населённый пункт — село Амгу.

## Местное самоуправление
Глава администрации: Якименко Виталий Владимирович
Адрес: 692162, с. Амгу, ул. Молодёжная, 2 
Телефон: 8 (42374) 38-1-99